# Howie B

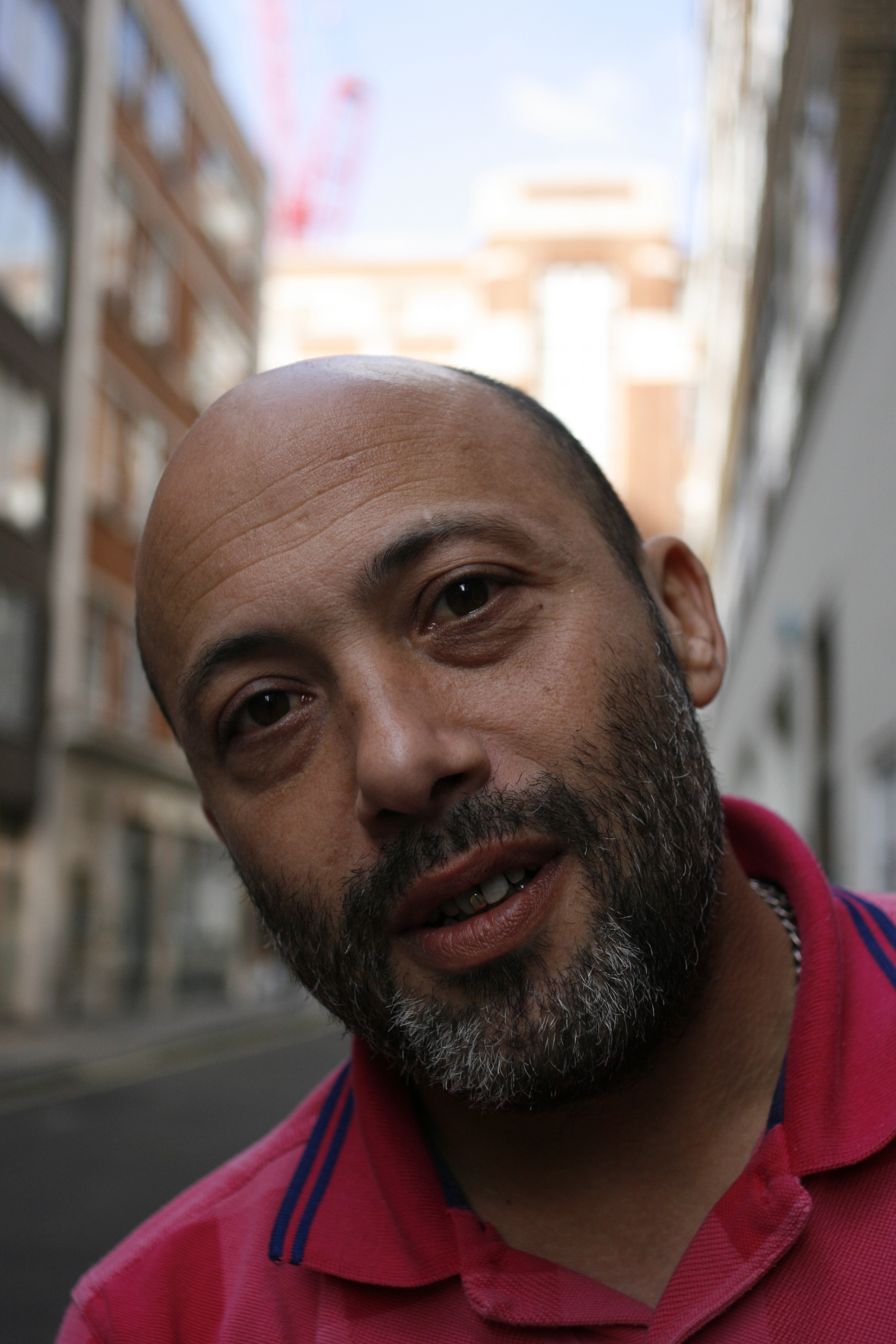
Howie B (2007)

Howie B, geboren als Howard Bernstein (* 1963 in Glasgow, Schottland) ist ein schottischer DJ, Musiker und Musikproduzent. Er gilt als wichtiger Vertreter des Trip-Hop.

## Leben
Howie B machte sich zunächst als DJ im Londoner Nachtleben und als Mitarbeiter bei Musikproduktionen einen Namen, bevor er in den frühen 1990er Jahren mit der Produktion eigener Musikstücke begann. In seinen Musikstücken fusionierte er Einflüsse aus Soul, Hip-Hop, House, Jazz und Funk.
Sein Debüt Breathe In erschien 1993 als Split-EP mit Fat auf seinem eigenen Label Pussyfoot Records. Weitere Veröffentlichungen auf Mo’ Wax, Polydor und One Little Indian Records folgten.
In den folgenden Jahren wandte er sich verstärkt der Musikproduktion zu. Er produzierte unter anderem Alben und einzelne Musikstücke für Skylab, Björk, Tricky, U2, Siouxsie and the Banshees, Soul II Soul, Sly & Robbie, Robbie Robertson, Elisa, Mukul Deora und The Gift.
1996 erschien sein erstes Album Music for Babies. Das zweite Album Turn the Dark Off folgte 1997, ebenfalls auf Polydor. Seit 2008 arbeitete er mehrfach mit der italienischen Funk-Rock-Band Casino Royale zusammen.

## Diskografie (Auswahl)

### Albums
- 1996: Music for Babies (Polydor)
- 1997: Turn the Dark Off (Polydor)
- 1999: Snatch (Pussyfoot Records)
- 1999: Sly and Robbie drum & bass Strip to the Bone by Howie B
- 2001: Folk. (Polydor)
- 2004: Last Bingo in Paris (MK2 Music)
- 2007: Húbert Nói & Howie B – Music for Astronauts and Cosmonauts (Laton)
- 2008: Howie B vs Casino Royale – Not in the Face: Reale Dub Version  (Royalty Records)
- 2010: Good Morning Scalene (Society of Sound Music)
- 2013: Down With The Dawn (HB Recordings)

### Singles und EPs
- 1993: Howie B / Fat – Breathe In / Dew in June (Pussyfoot Records)
- 1994: Have Mercy / Fanfare (Mo’ Wax)
- 1996: EP (Polydor)
- 1996: Compulsion Kissing Howie B. – Juvenile Scene Detective (One Little Indian Records)
- 1997: Switch (Polydor)
- 1997: Angels Go Bald: Too (Polydor)
- 1997: Howie B. featuring Robbie Robertson – Take Your Partner by the Hand (Polydor)
- 1997: Fizzy in My Mouth / Your Mouth (Polydor)
- 1998: Howie Be Thy Name EP (Pussyfoot Records)
- 1999: Les Négresses Vertes + HowieB – Easy Girls (Virgin)
- 1999: Jugs for Sale (Pussyfoot Records)
- 2001: Folk. (Polydor)
- 2001: Under the Boardwalk (AnotherLateNight) (Treacle)
- 2008: Howie B. vs Casino Royale – Royale Sound EP (Howie's)